# Yasang-Kagyü
| Tibetische Bezeichnung                         |
| ---------------------------------------------- |
| Tibetische Schrift: གཡ་བཟང་བཀའ་བརྒྱུད་            |
| Wylie-Transliteration: g.ya' bzang bka' brgyud |

Die Yasang-Kagyü-Schule (tib.: g.ya' bzang bka' brgyud) ist eine der sogenannten „acht kleineren Schulen“ der Kagyü-Tradition des tibetischen Buddhismus (Vajrayana). Sie wurde von Kelden Yeshe Sengge († 1207) gegründet. Das 1206 von seinem Schüler Chökyi Mönlam (chos kyi smon lam; 1169–1233) erbaute Yasang-Kloster im Kreis Nêdong von Shannan ist das Gründungskloster dieser Schule.